# Billy Dale (cầu thủ bóng đá)
Frederick William Dale (sinh ngày 26 tháng 10 năm 1925) ở Balby, Anh, là một cầu thủ bóng đá người Anh đã giải nghệ thi đấu ở vị trí chạy cánh tại Football League.